# Münster-Altstadt

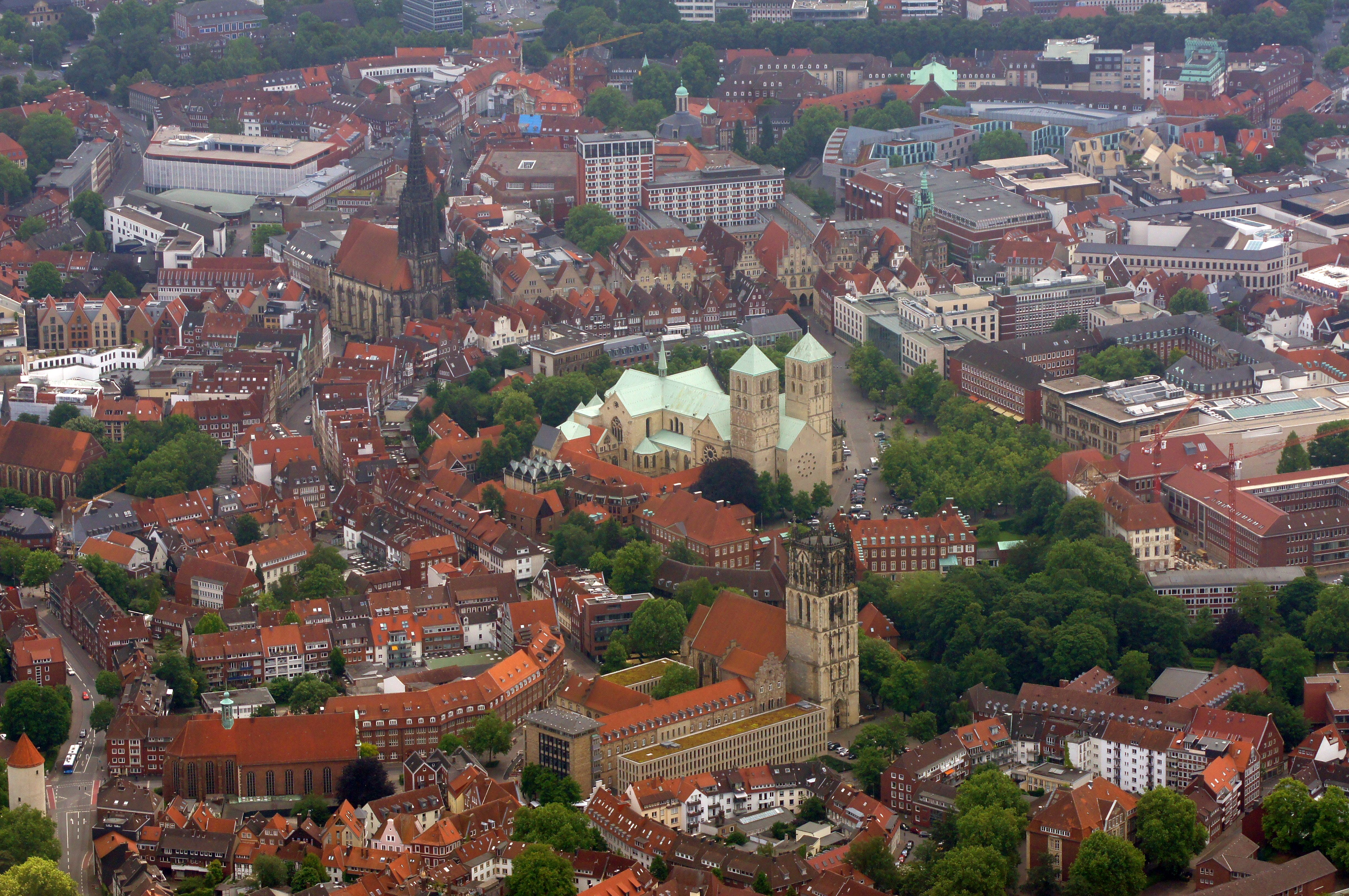
Blick auf die Altstadt von Münster – gut zu sehen ist die ehemalige Domimmunität rund um den Dom St. Paulus

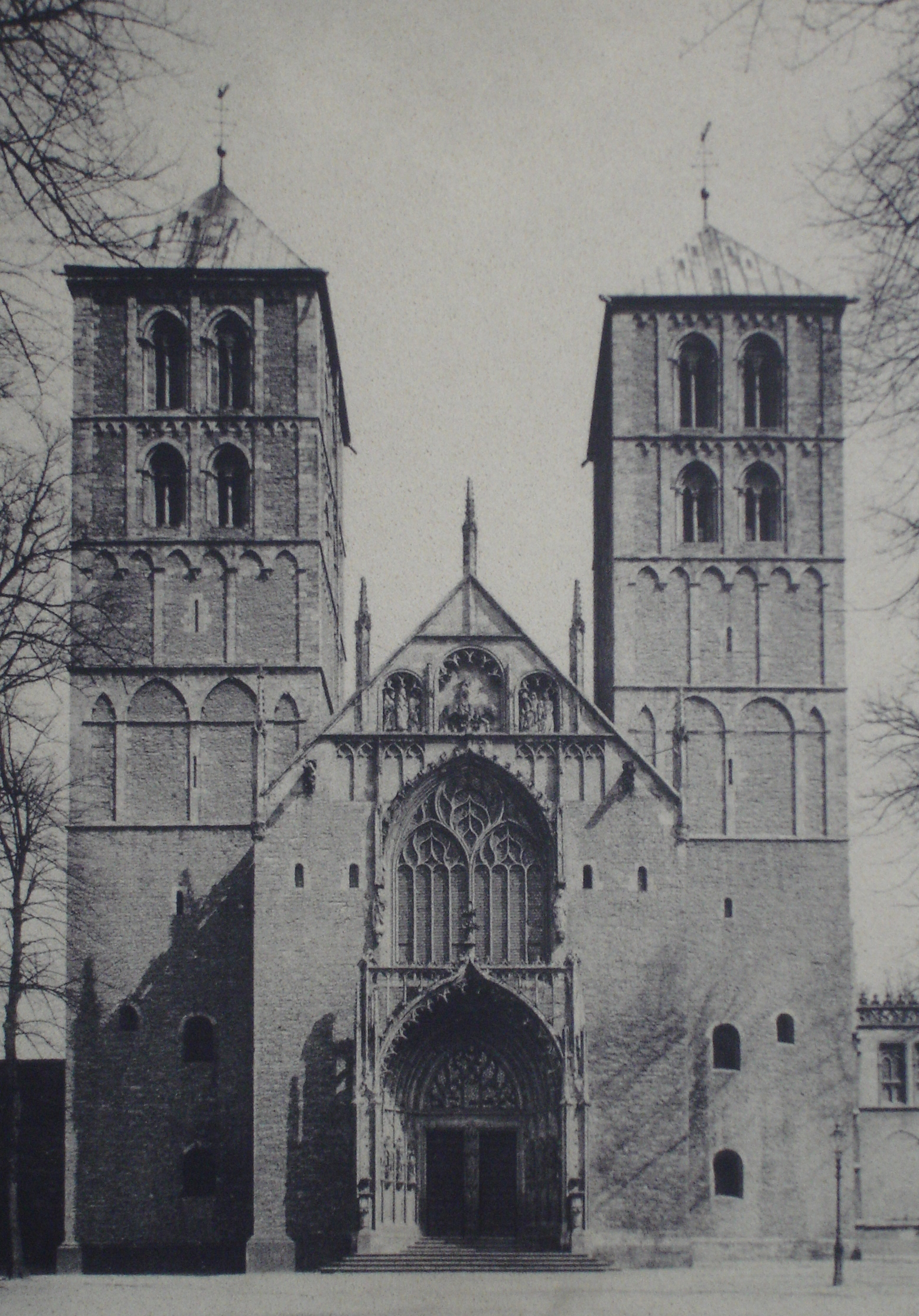
Westwerk des St.-Paulus-Doms um 1900

Die Altstadt von Münster, der bedeutendsten Handels- und Bischofsstadt in Westfalen seit dem Hochmittelalter, ist der historische Stadtkern innerhalb des Promenadenrings. Er ist durch diesen deutlich abgegrenzt, weil die Stadt jahrhundertelang stark befestigt und sogar zur barocken Festung ausgebaut worden war. Bei der Beseitigung der Mauern und Gräben wurde dieser Grüngürtel angelegt. Das Gebiet innerhalb des Promenadenrings ist gleichzusetzen mit dem heutigen Teilbereich 1 Münster-Altstadt des großen Stadtbezirks Münster-Mitte. Dieses Altstadtgebiet wurde im Zweiten Weltkrieg fast total zerstört, aber so wiederaufgebaut, dass es ein attraktives und lebendiges Zentrum der Stadt Münster und des Münsterlandes geblieben ist.

## Struktur des Teilbereichs Altstadt

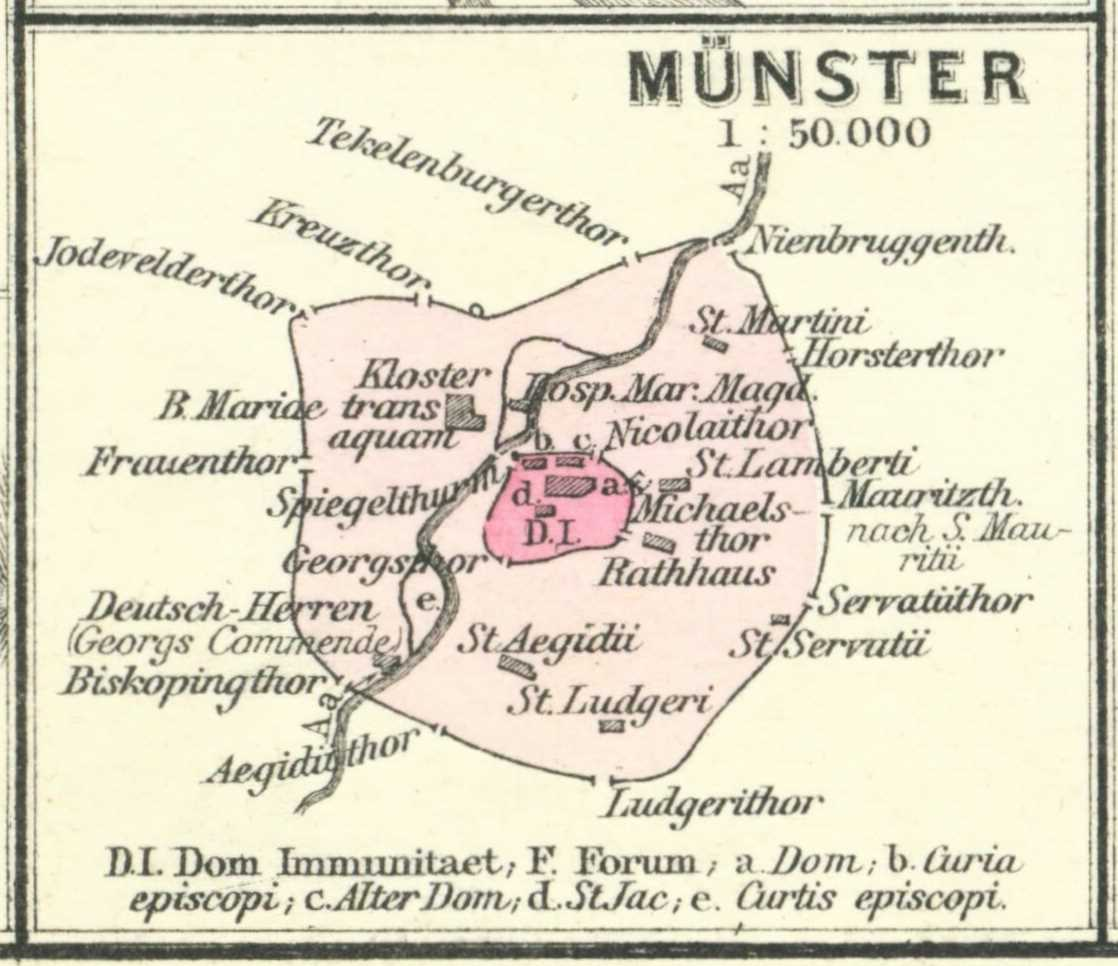
Skizze zur Entstehung der mittelalterlichen Stadt

### Teilbereich Altstadt
Die Altstadt besteht aus dem inneren Kern, der ehemaligen Domimmunität, deren Begrenzungen noch heute am fast kreisförmigen Straßenring „Johannisstraße – Rothenburg – Prinzipalmarkt – Roggenmarkt – Bogenstraße – Spiekerhof“ ablesbar ist. Geschlossen wird der Ring durch das Flüsschen Aa. In der Nähe einer Furt durch die Aa war die erste Bischofskirche entstanden.
Um diesen ältesten Kern, also um die deutlich abgegrenzte sogenannte Domburg herum, entwickelte sich die mittelalterliche Bürgerstadt, die dann durch eine Mauer befestigt und später zur Festungsstadt ausgebaut wurde. Heute ist dieser durch den Festungsring festgelegte Bereich – Innerer Graben, Wall und Mauer, äußerer Graben, Türme und Bastionen wurden weitgehend geschleift – noch gut erkennbar, da er durch einen Promenadenring begehbar und per Fahrrad befahrbar ist.
Innerhalb von Münster-Altstadt (Teilbereich 1 von Münster-Mitte) lassen sich fünf Stadtteile unterscheiden, die von der Verwaltung als statistische Stadtteile mit Aegidii (11), Überwasser (12), Dom (13), Buddenturm (14) und Martini (15) benannt werden. Diese Viertel der Altstadt sind geprägt durch ihre Kirchen und öffentlichen Gebäude, die Bürgerhäuser, die Ausfallstraßen und die dazu gehörigen ehemaligen Tore.

### Stadtviertel der Altstadt

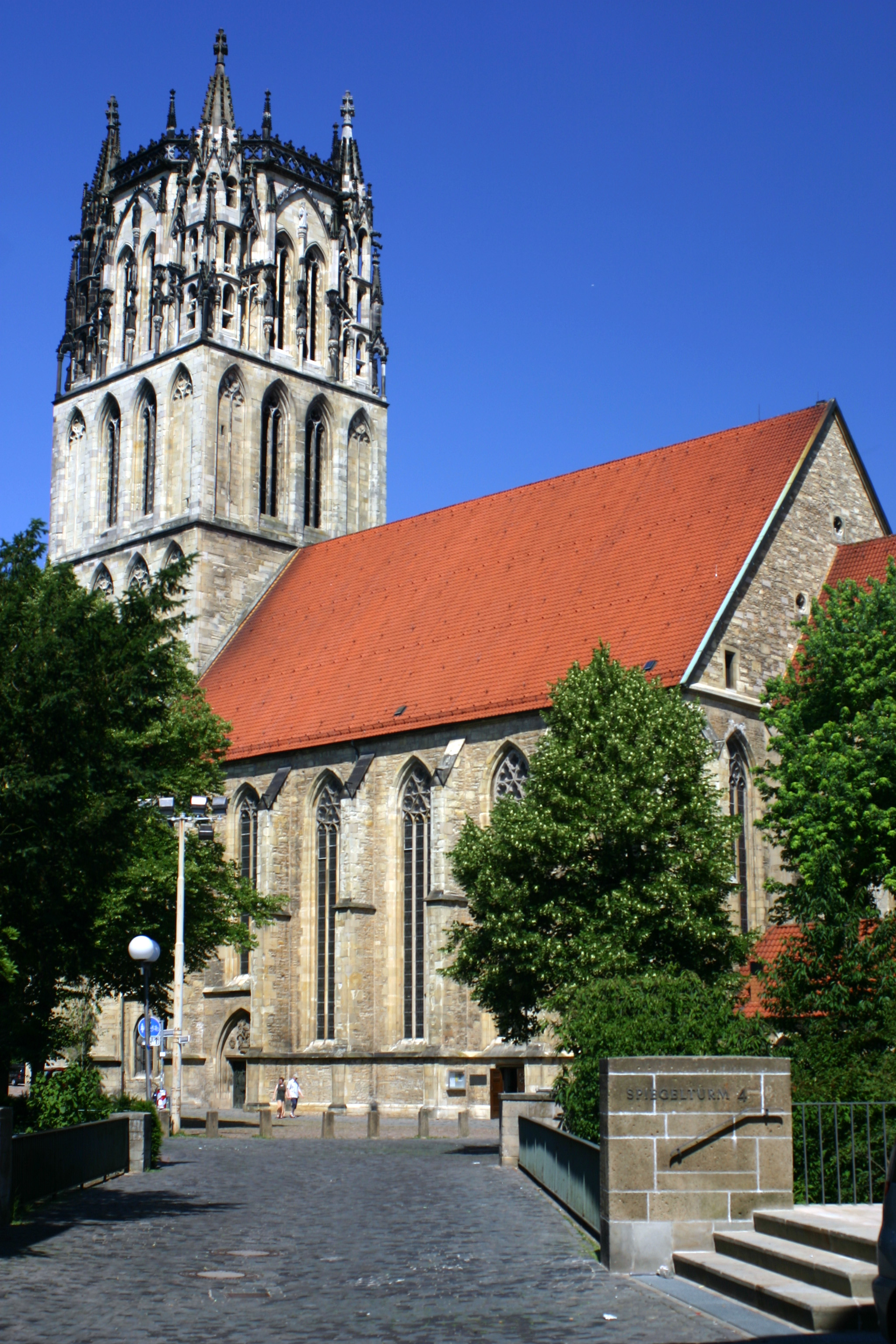
Überwasserkirche

- Aegidii ist das Viertel zwischen Aa und Königsstraße mit der Pfarrkirche St. Aegidii. Die bestimmende Ausfallstraße war die Aegidiistraße, die zum gleichnamigen Tor führte.
- Überwasser ist das Viertel westlich der Aa um die Überwasserkirche, es reicht bis zum Straßenzug Rosenau, Rosenplatz, Überwasserstraße und ist der älteste Teil des Universitätsviertels. Es öffnet sich heute nach Westen zum Schlossplatz mit dem auf der ehemaligen Zitadelle erbauten Schloss, das zum Sitz der Westfälischen-Wilhelms-Universität bestimmt wurde.
- Dom ist das Viertel, das die ehemalige Domimmunität und die ältesten Teile der Bürgerstadt zusammenfasst. Mehrere Kirchen – St.-Paulus-Dom, St. Lamberti und St. Servatii – zusammen mit dem Rathaus und den Bürgerhäusern am Prinzipalmarkt sind für dieses Viertel prägend. Es öffnet sich heute in Richtung Hauptbahnhof und ist natürlich das Hauptgeschäftsviertel innerhalb der Altstadt.
- Buddenturm ist das Viertel im Nordwesten der Altstadt mit dem Buddenturm als Symbol. Es ist das Kuhviertel, an das im Norden das dichtbesiedelte Kreuzviertel anschließt. Es reicht vom Neutor im Westen bis zum Neubrückentor im Osten.
- Martini ist das im Osten daran anschließende Viertel um die Kirche St. Martini. In der Mitte des Viertels führt die Hörster Straße zum ehemaligen Hörster Tor, von wo aus die Bohlstraße nach Osten weiterläuft.

## Geschichte der Altstadt

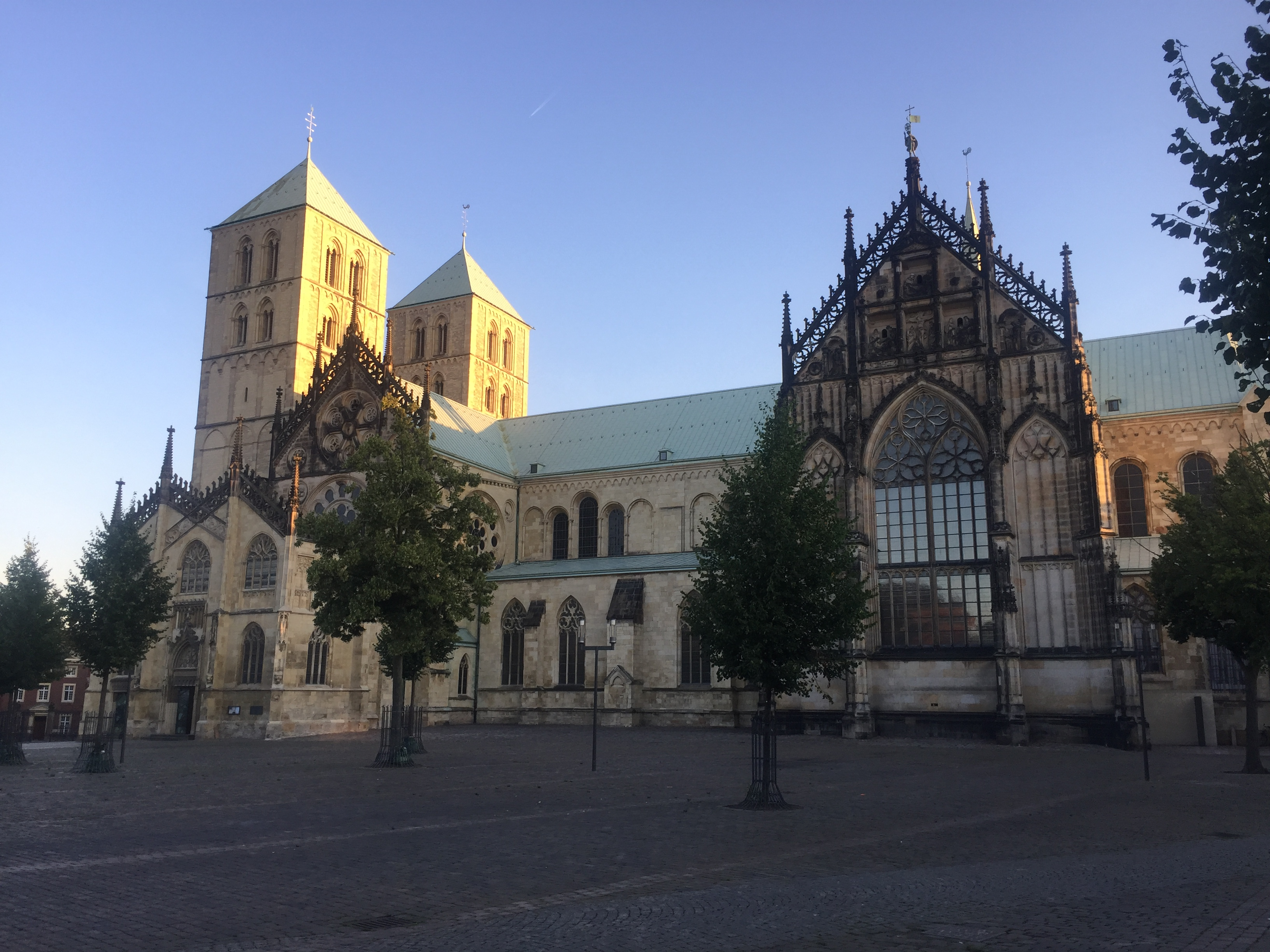
Der Dom, Kern der ehemaligen Bischofsstadt

Wie in allen historisch gewachsenen Städten machte die Altstadt von Münster eine wechselvolle Entwicklung durch. Besondere Faktoren ihrer Entwicklung waren der Gegensatz zwischen Bischofsstadt (als Domburg) und umgebender Bürgerstadt in den ersten Jahrhunderten.
Der zweite Faktor war der spätmittelalterliche und dann der barocke Ausbau der Stadt zur Festung und damit die Festlegung der Kernstadt innerhalb des Festungsgürtels.
Der dritte Faktor war die Aufgabe des Festungscharakters der Stadt im 18. Jahrhundert und die Übernahme Münsters und der Provinz Westfalen durch das Königreich Preußen 1811. In dieser Epoche, die ja bis zur Auflösung Preußens am Ende des Zweiten Weltkriegs dauerte, machte die Altstadt die schwerwiegendsten Veränderungen durch.
Sie wurden nur übertroffen durch die Zerstörung der Altstadt im Zweiten Weltkrieg, die Veränderungen des Gebäudebestands beim Wiederaufbau nach 1945 und die baulichen Veränderungen und Ergänzungen bis heute.

### Mittelalterliche Bischofs- und Hansestadt

#### Gründung der Stadt

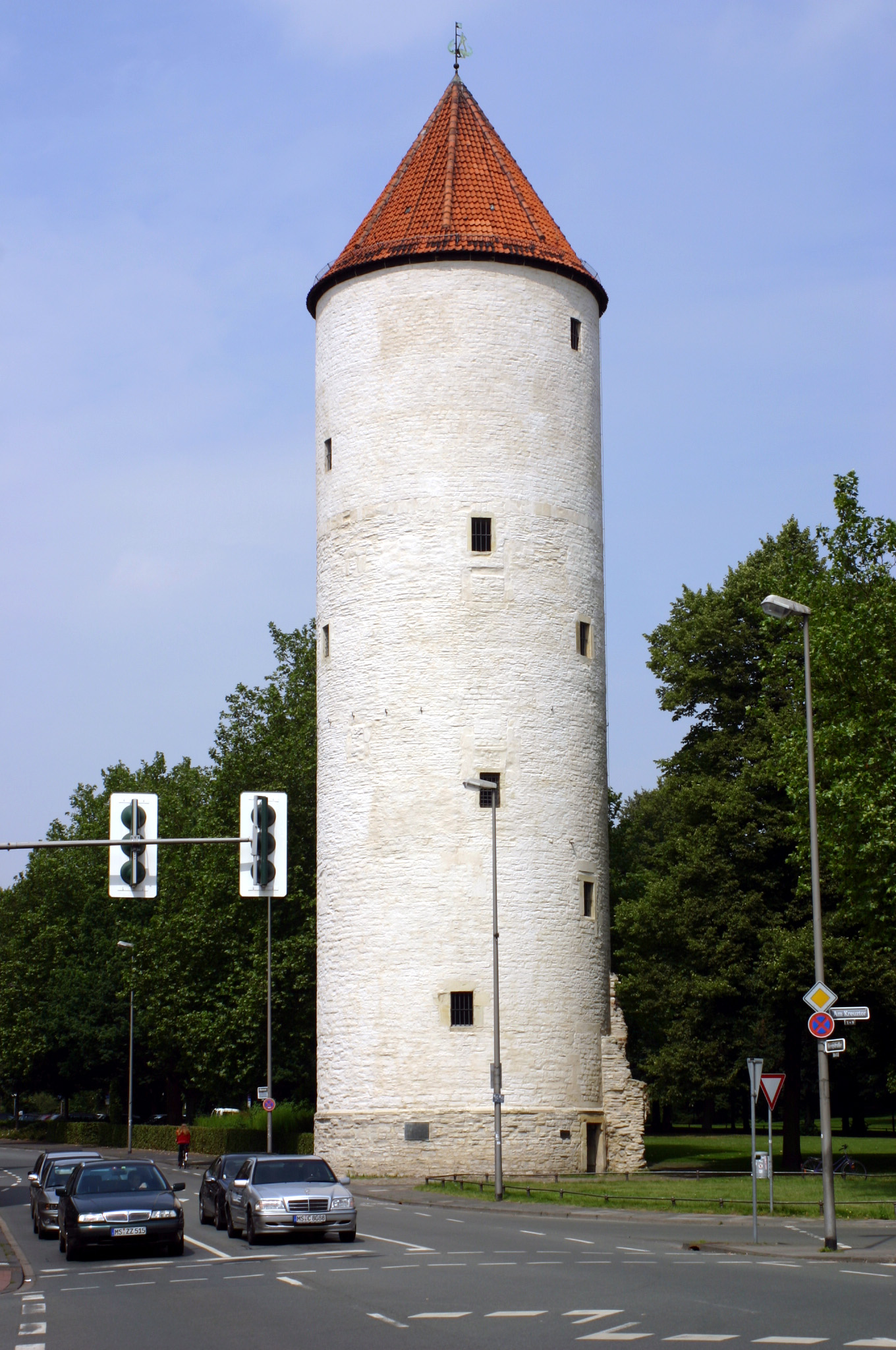
Buddenturm – der einzige erhaltene Turm der Stadtbefestigung

Das Jahr 793 gilt als Gründungsjahr Münsters: Im Auftrag Karls des Großen gründete der Friese Liudger auf dem Horsteberg in der kleinen Bauernsiedlung Mimigernaford oder in ihrem unmittelbaren Umfeld ein Kloster (monasterium). 805 wurde in Münster ein Bistum eingerichtet und Liudger vom Kölner Erzbischof Hildebold als erster Bischof von Münster berufen. Zudem erhielt die Siedlung den Stand einer civitas (Stadt), da ein Bischof nur in einer Stadt residieren durfte, und die Bauarbeiten zum Bau des Doms wurden aufgenommen. Wohl um das Jahr 900 herum entstand um die inzwischen deutlich angewachsene Stadt ohne eigentliche Stadtrechte eine Wallanlage um den Dom herum. Innerhalb dieser Domburg siedelten Ministerialen und Handwerker. Wegen des anhaltenden wirtschaftlichen Aufschwungs kam es zur ersten Bildung von Marktsiedlungen vor den Toren der Domburg wie dem Roggenmarkt oder dem Alten Fischmarkt.

#### Ausbau im Hochmittelalter
Aufgrund der wachsenden Gemeinde wurden im 11. Jahrhundert westlich der Domburg die Überwasserkirche und östlich der geistlichen Stadt der erste Kirchenbau der Lambertikirche als erste Marktkirche der Stadt gegründet, die von den Kaufleuten gestiftet wurde. Im 12. Jahrhundert brannte die Stadt 1121 in den Wirren des Investiturstreits komplett nieder. Nach dem Wiederaufbau und der Erweiterung der bislang existierenden Märkte, zum Beispiel durch den Prinzipalmarkt, erhielt sie um 1170 das Stadtrecht und 1173 mit Bischof Hermann II. von Katzenelnbogen den ersten fürstbischöflichen Landesherren. Als 1197 die Stadt durch einen weiteren großen Stadtbrand komplett niedergebrannt war, wurde es den Handwerkern und Händlern verboten, sich wieder innerhalb der Domburg anzusiedeln. Sie siedelten sich daher auf den östlich gelegenen Märkten an und legten damit den Grundstein für den Aufstieg Münsters zu einem wichtigen Handelsplatz in Westfalen und zum Entstehen des Prinzipalmarktes.

#### Stadtmauer

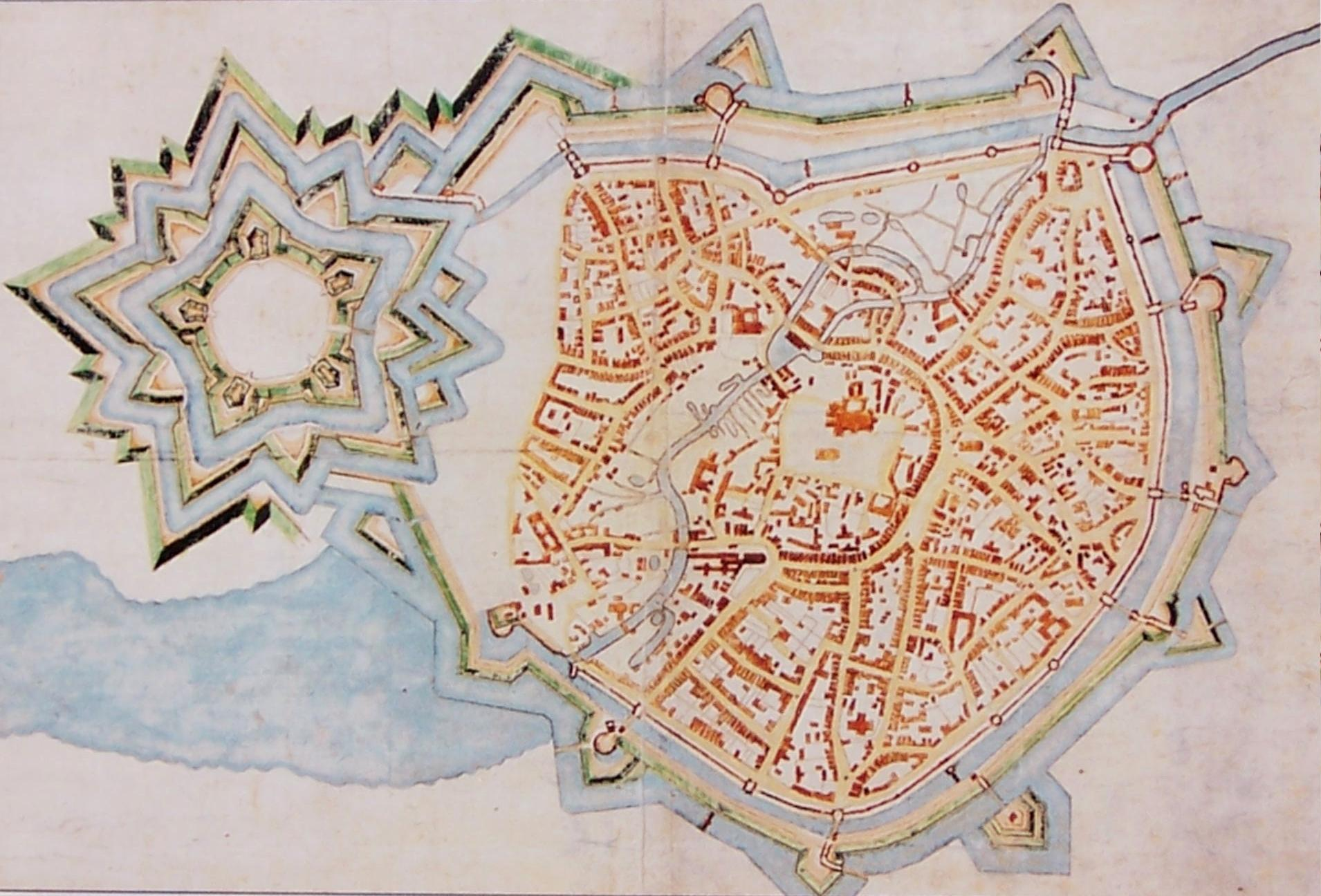
Skizze der Zitadelle von Galen

Zeitgleich mit dem Wiederaufbau der Stadt wurde auch der Bau einer äußeren Stadtmauer um die Marktsiedlungen beschlossen. Diese Stadtmauer war acht bis zehn Meter hoch, über vier Kilometer lang und mit einem vorgelagerten Graben versehen. Zur Sicherung der Mauer und der zehn Stadttore baute man in deren Verlauf sechs Türme. Im 14. Jahrhundert wurde sie durch einen Außenwall und zweiten Graben zusätzlich verstärkt. Der Verlauf der Stadtmauer ist in etwa durch die Promenade gekennzeichnet. Mit 104 Hektar war Münster zu dieser Zeit die flächenmäßig größte Stadt Westfalens. Später wurde diese Befestigung immer weiter verstärkt und so ausgebaut, dass man im 17./18. Jahrhundert von einer barocken Festung sprechen konnte, noch dazu, da im Westen die sternförmige Zitadelle des Fürstbischofs von Galen vorgelagert war.

### Ende der barocken Festungsstadt

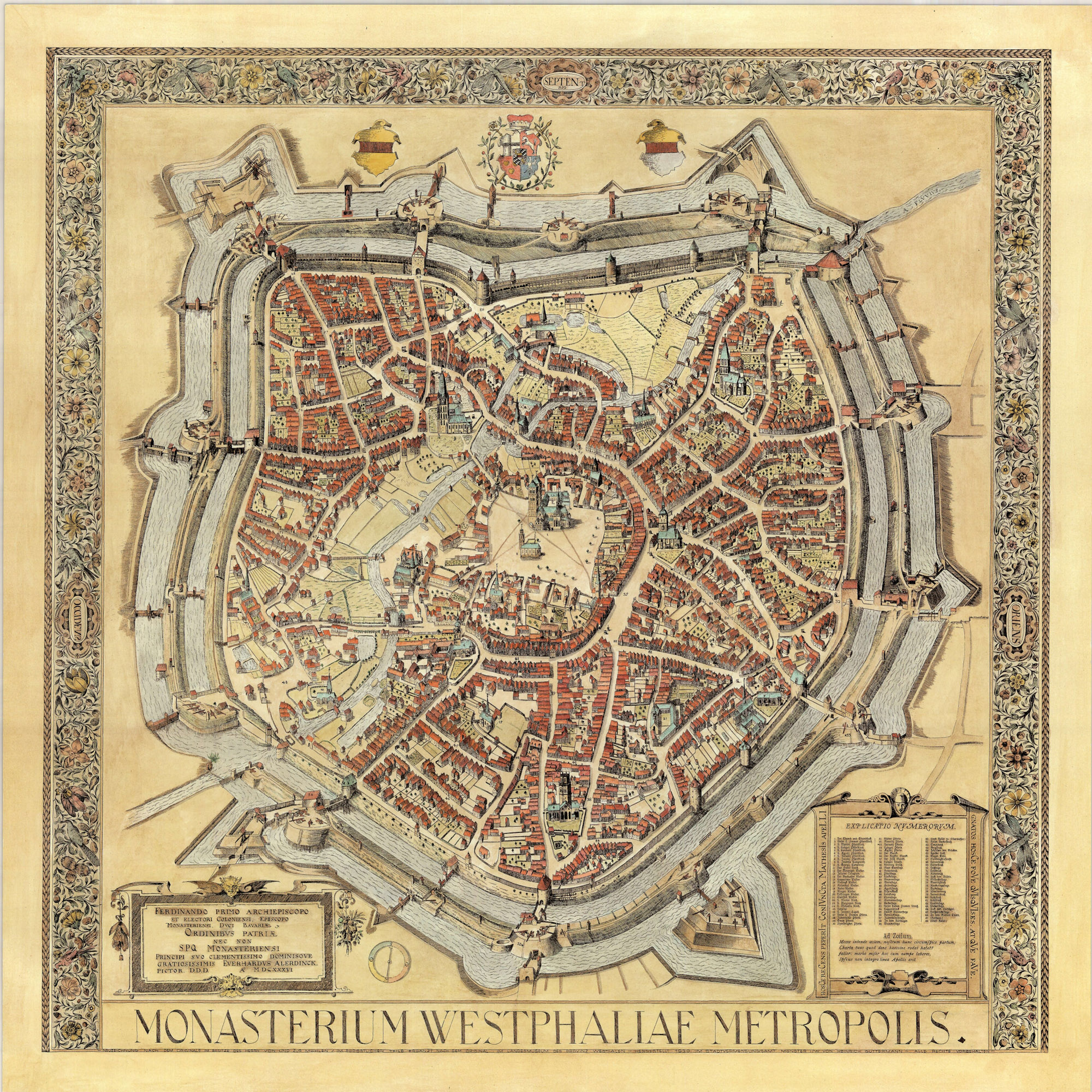
Münster in der Vogelschau aus dem Jahr 1636 – noch eine typische Festungsstadt

#### Umkämpfte Festung
Im Siebenjährigen Krieg wurde Münster, das Maria Theresia unterstützte, wiederholt Kriegsschauplatz. Infolgedessen wurde die Stadt von den alliierten Kriegsparteien Kurfürstentum Braunschweig-Lüneburg/Königreich Großbritannien und Preußen sowie dem mit der Kaiserin verbündeten Frankreich mehrfach belagert und auch erobert. Den größten Schaden erlitt die Stadt dabei während der Belagerung durch die Hannoveraner im Jahr 1759, als durch schweres Bombardement das „Martiniviertel“ vollständig zerstört wurde. Als Christian von Zastrow Kommandant der Zitadelle war, explodierte in ihr der Pulverturm.

#### Beseitigung des Festungscharakters

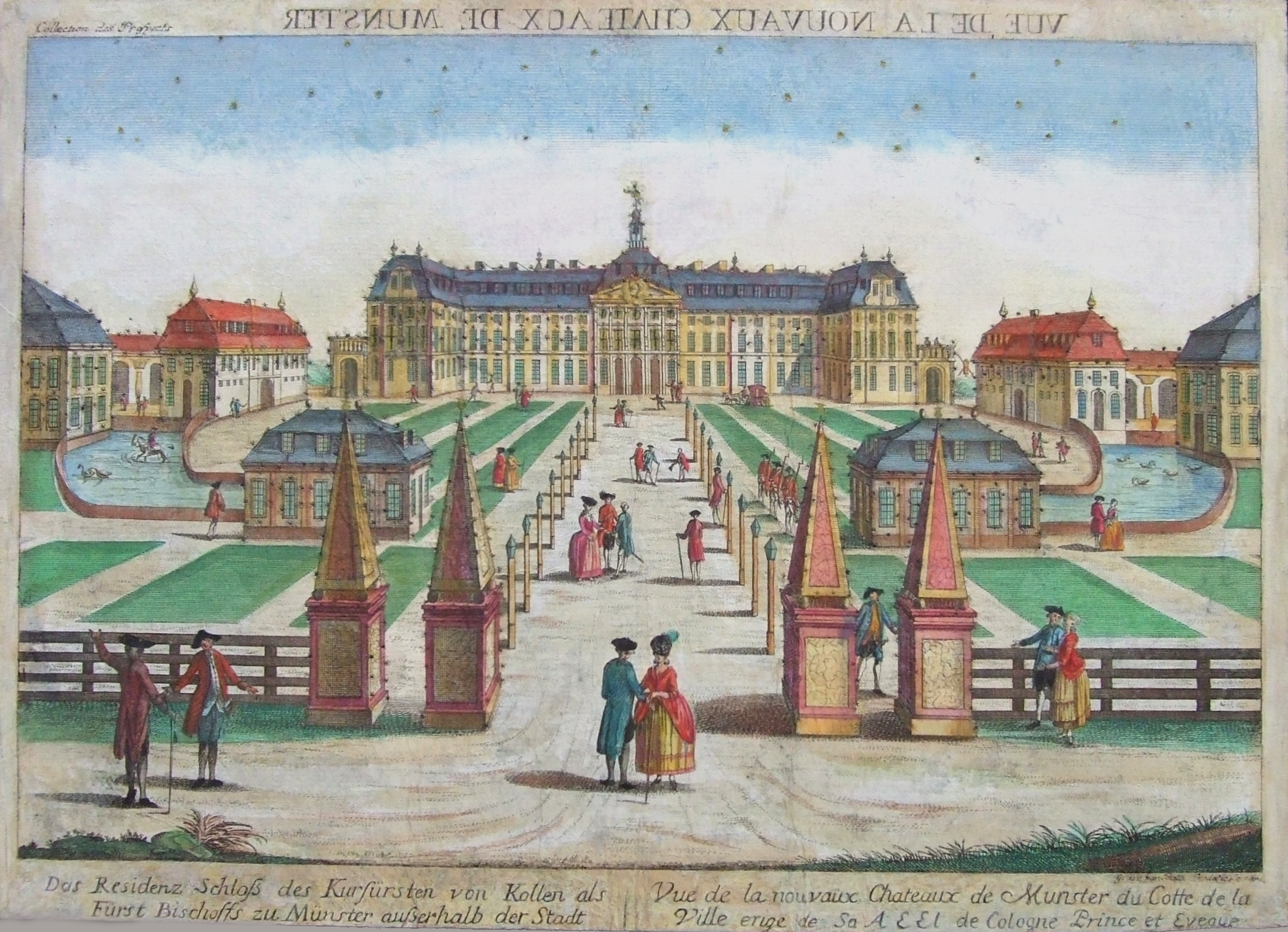
Schloss um 1780 (Guckkastenbild)

Angesichts der schweren Zerstörungen während des Krieges ordnete Franz Freiherr von Fürstenberg, Minister für das Hochstift Münster unter Fürstbischof Maximilian Friedrich von Königsegg-Rothenfels, nach dem Ende des Krieges im Jahr 1764 die Schleifung der Befestigungsanlagen an. Münster sollte eine offene Stadt sein und damit weiteren Zerstörungen und Verwüstungen entgehen. Auf Wunsch der Münsteraner Bevölkerung genehmigte der Fürstbischof im Jahre 1767 den Bau eines fürstbischöflichen Residenzschlosses am Ort der abgetragenen Zitadelle, also am westlichen Rande der Altstadt. Die Bauarbeiten zogen sich bis ins Jahr 1787 hin. Erbaut wurde es – bis zu seinem Tod im Jahre 1773 – durch Johann Conrad Schlaun und danach durch Wilhelm Ferdinand Lipper. Schlaun war es auch, der die ehemaligen Befestigungen der Stadt nach ihrer Schleifung im Jahre 1770 in die Promenade umwandeln ließ.

### Preußische Provinzhauptstadt

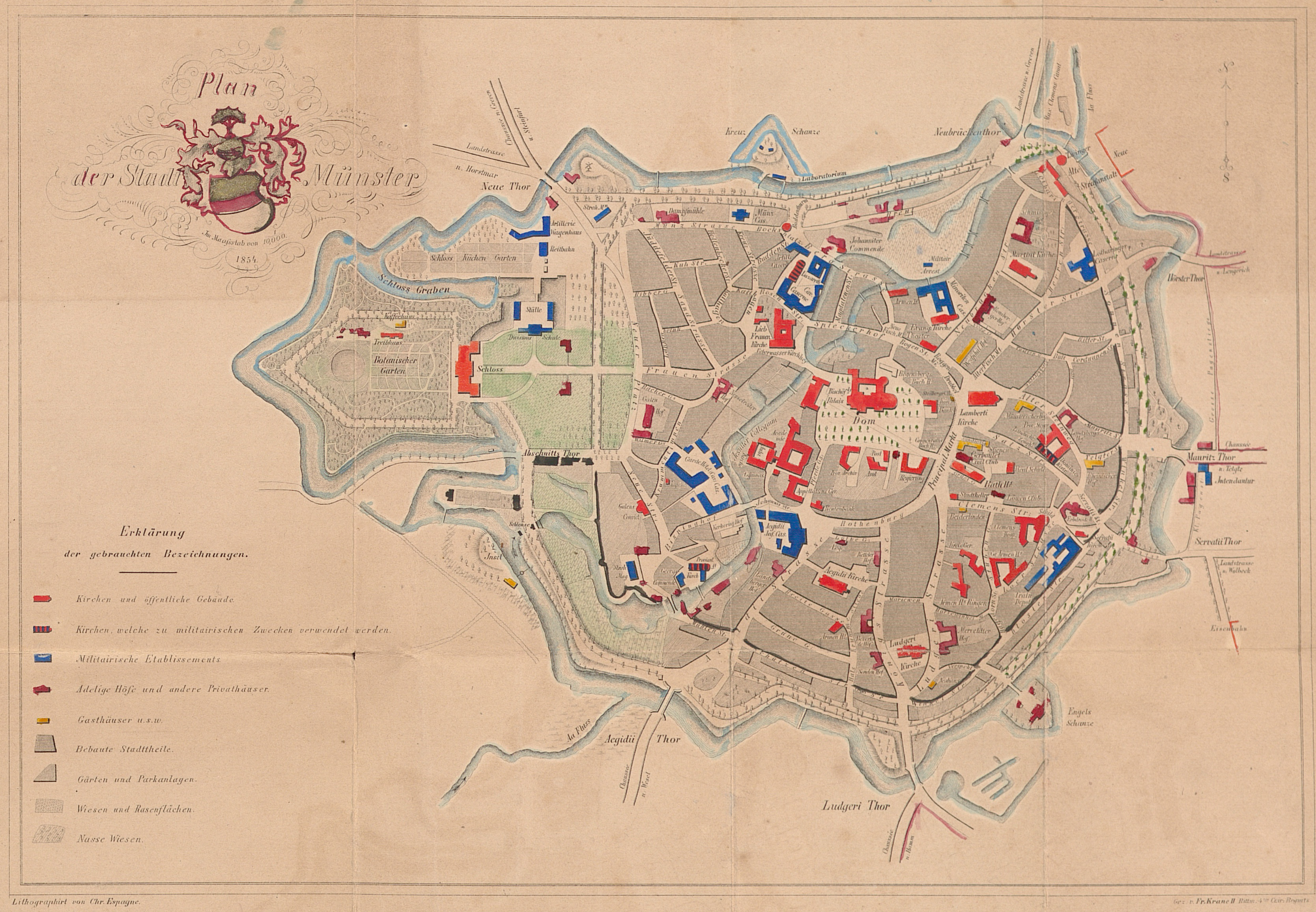
Plan der Stadt Münster aus dem Jahr 1854

Als Westfalen und damit auch Münster 1811 preußisch wurde, waren nur wenige katholische Bürger begeistert von der Eingliederung in das protestantische Königreich. Münster, noch recht wenig über den Festungsring hinausgewachsen, wurde die Hauptstadt der Provinz und bekam allmählich die dazu gehörigen Einrichtungen und Ämter. Münster wurde auch ein preußischer Militärstandort, was sich aber eher in den Randbereichen der wachsenden Stadt in Form von Kasernenneubauten auswirkte als in der Altstadt, wo alte Kasernen nach und nach aufgegeben wurden.
In der Phase des Industriezeitalters machte Münsters Altstadt die gleiche Entwicklung durch wie viele andere Städte Deutschlands. Allerdings war es eher durch seine Funktion als Bischofssitz, Regierungs- und Verwaltungszentrum als durch belastende Industrieansiedlungen gekennzeichnet. Mitglieder des Klerus, der Beamtenschaft, des Militärs und der Universität prägten am Ende des Kaiserreichs die Bevölkerung der Stadt, die schließlich durch Eingemeindungen zur Großstadt heranwuchs.
In der Folge machte auch die Altstadt einen entsprechenden Wandel durch und außerhalb des Promenadenrings entstanden die größeren Neubauten und Siedlungen. Die Eingemeindungen vieler Dörfer betonten zusätzlich den Gegensatz zwischen der sich weit ausdehnenden Großstadt und dem eng bebautem Altstadtkern.

### Die Altstadt im Zweiten Weltkrieg

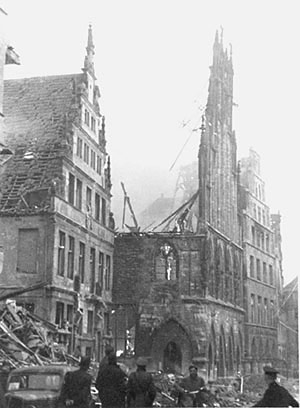
Das zerstörte Rathaus 1944

Die Luftangriffe auf Münster im Zuge des Bombenkrieges der Alliierten waren für die Stadt verheerend. Sie war einem Flächenbombardement ausgesetzt und erlitt bis zum Ende des Krieges weit über 100 Angriffe aus der Luft. Der letzte und gleichzeitig zerstörerischste Luftangriff verwüstete am 25. März 1945 die bereits stark in Mitleidenschaft gezogene Altstadt: In einer knappen Viertelstunde, zwischen 10:06 Uhr und 10:22 Uhr, wurden aus 112 schweren Bombern etwa 1800 Spreng- und 150.000 Brandbomben abgeworfen. Mehr als 700 Menschen starben bei diesem Angriff. Dabei wurden 32 US-amerikanische Flugzeuge sowie 22 deutsche Maschinen abgeschossen.
Insgesamt sollen im Verlauf des Krieges durch die alliierten Streitkräfte 642.000 Stabbrandbomben, etwa 32.000 Sprengbomben sowie 8000 Kautschuk-Benzolbrandbomben über der Stadt abgeworfen worden sein. Am Abend des Ostermontags, 2. April 1945, wurde Münster von der 17. US-Luftlandedivision und von britischen Panzertruppen kampflos eingenommen. Zu diesem Zeitpunkt lebten nur noch 17 Familien innerhalb des Promenadenrings, also innerhalb der Altstadt. Man kann also sagen, dass die Entscheidung der Bürgerschaft zur Bewahrung der Struktur der Altstadt und zum Wiederaufbau auf der Grundlage der alten Grundstücks- und Straßengrenzen für die Altstadt und ihr Aussehen maßgeblich war.

## Die Altstadt als Kern der Großstadt

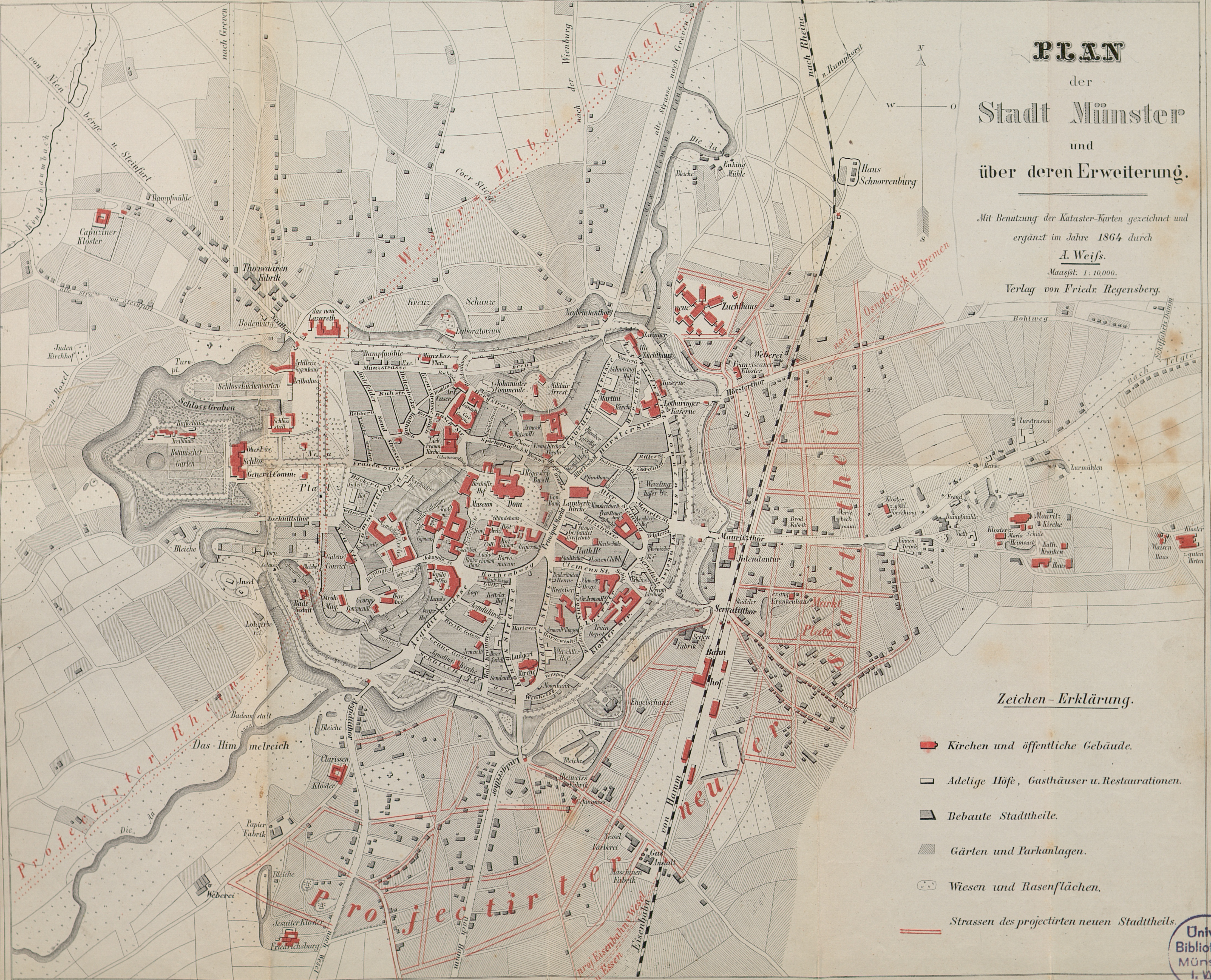
Plan der Stadt Münster 1864 mit Erweiterungsprojektierungen

In der Zeit der Zugehörigkeit zu Preußen von 1811 bis 1946 hatte Münster – und damit auch die Altstadt – eine ungeheure Entwicklung durchgemacht. Aus einer reinen Residenzstadt und Provinzhauptstadt wurde eine moderne industrialisierte Großstadt mit vielen neuen Stadtbezirken und eingemeindeten Orten. Sie waren die Voraussetzung für die moderne Entwicklung nach dem Zweiten Weltkrieg.
Der Anschluss an das Eisenbahnnetz in Preußen und dessen Weiterentwicklung im Kaiserreich, der Bau des Dortmund-Ems-Kanals mit dem Anschlusskanal an den Hafen Münster, der Anschluss an das Straßennetz und später an das Autobahnnetz sind nur einige Aspekte der Entwicklung im Industriezeitalter.
Und in jeder Entwicklungsphase war notwendigerweise auch die Altstadt betroffen. Sie wandelte sich ständig und musste sich in ihren Funktionen an die Erfordernisse der jeweiligen Zeit anpassen.
Die Altstadt wurde auch in den Sog der Citybildung hineingezogen. Aber bei der Planung der Stadtentwicklung ging man zur Entlastung der Stadtmitte und der Altstadt einen anderen Weg. Die Hochschulentwicklung musste auch berücksichtigt werden. Deswegen schuf man mit dem Zentrum Nord eine Entlastung für die Altstadt, die sonst unter dem Druck der Veränderungen ihren Charakter zu stark verloren hätte.
Bis heute blieb der „Teibereich 1 Münster-Altstadt“ des Bezirks Mitte das historische Herz der Großstadt Münster und ein Zentrum der Universitätsstadt Münster. Gleichzeitig blieb in dieser Altstadt auch das Zentrum der Diözese Münster erhalten. Für Fremde und Touristen ist dieser Bereich mit seinen Kirchen, Baudenkmälern und Kultureinrichtungen das bevorzugte Ziel bei einem Besuch.

## Europäisches Kulturerbe und Baudenkmäler in der Altstadt

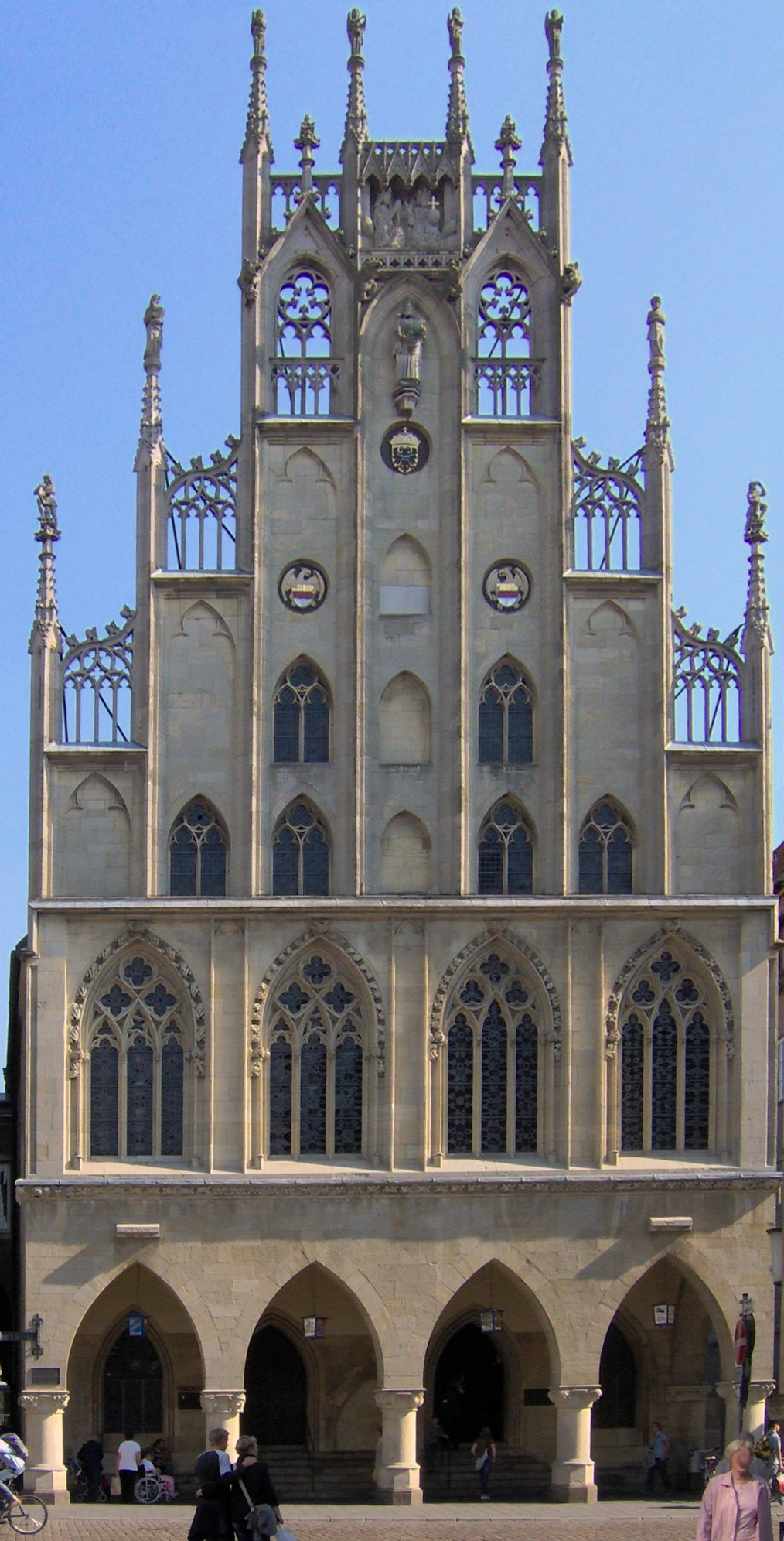
Das wiederhergestellte Rathaus 2005

Trotz der Zerstörung im Zweiten Weltkrieg gelang es der Bürgerschaft, die Altstadt relativ schnell wieder aufzubauen und dabei den Charakter der Kernstadt so zu erhalten, dass jeder Besucher einen lebendigen Eindruck von deren Struktur und deren über tausend Jahre andauernden Geschichte bekommt. Auch die Identität der Großstadt Münster steht und fällt mit ihrer Altstadt: Das Rathaus und der Friedenssaal, der Prinzipalmarkt, der Dom, die Lamberti- und die Überwasserkirche, St. Ägidii und St. Martin sind nur ein paar Beispiele für die historischen und baukulturellen Schätze der Altstadt.
Am 15. April 2015 würdigte die Europäische Kommission die Schlüsselrolle des Westfälischen Friedens für das Vereinte Europa, indem sie die Rathäuser in Münster und Osnabrück als „Stätten des Westfälischen Friedens“ mit dem Europäischen Kulturerbe-Siegel auszeichnete.